# Alexis Guérin
Alexis Guérin (* 6. Juni 1992 in Libourne) ist ein französischer Radrennfahrer.

## Sportlicher Werdegang
Beginnend ab 2007 war Guérin bis zu seinem 21. Lebensjahr als Amateur aktiv und fuhr vorrangig bei Rennen des nationalen Kalenders in Frankreich. 2012 bis 2013 war er Mitglied im Team Entente Sud Gascogne, einer Mannschaft der 3. Division in Frankreich. In dieser Zeit machte er international durch einen Etappensieg bei der Ronde de l’Isard auf sich aufmerksam.
2013 bekam Guérin die Möglichkeit, als Stagaire für das französische Team FDJ.fr zu fahren und gewann die Bergwertung bei der Tour du Gévaudan Occitanie. Danach wurde er zur Saison 2014 Mitglied im damaligen UCI Continental Team Etixx, für das er zwei Jahre ohne zählbare Erfolge fuhr.
Nachdem Guérin keinen neuen Vertrag erhalten hatte, kehrte er in den Amateurstatus zurück und fuhr 2016 und 2017 für die französischen Teams GSC Blagnac Vélo Sport 31 und Véloce Club Rouen 76. In beiden Jahren gelang es ihm, einen Etappensieg bei einem UCI-Rennen zu erzielen. Daraufhin erhielt er zur Saison 2018 eine zweite Chance, bei UCI ProTeam Delko Radprofi zu werden.
Nach zwei Jahren ohne Erfolge erhielt Guérin keinen neuen Vertrag beim Team Delko und wurde zur Saison 2020 Mitglied im UCI Continental Team Vorarlberg Santic. Mit dem neuen Team erzielte er bereits 2020 vordere Platzierungen, unter anderem Platz 2 der Gesamtwertung bei der Tour de Savoie Mont-Blanc und beim Giro della Regione Friuli Venezia Giulia. Seine bisher stärkste Saison hatte er 2021, in der die Gesamtwertung der Oberösterreich-Rundfahrt gewann und einen Etappensieg dort sowie bei der Tour de Savoie Mont-Blanc und der Sibiu Cycling Tour einfahren konnte. 2022 folgte ein Etappensieg bei der Sazka Tour.
Zur Saison 2023 wechselte Guérin in die UCI ProSeries und wurde Mitglied im Team Bingoal WB. Er gewann eine Etappe der Settimana Internazionale Coppi e Bartali und sicherte sich zudem die Bergwertung der Rundfahrt. Auch beim Giro di Sicilia konnte er die Bergwertung für sich entscheiden, ehe er am Ende der Saison Gesamtachter der Türkei-Rundfahrt wurde. Nach nur einem Jahr wechselte er zum belgischen UCI Continental Team Philippe Wagner-Bazin. für das er eine Etappe der Tour de Bretagne Cycliste gewann. Nach Auflösung des Teams ging er 2025 nach Portugal, wo er Mitglied im Team Anicolor/Tien 21 wurde.

## Erfolge
2012
- eine Etappe Ronde de l’Isard

2013
- Bergwertung Tour du Gévaudan Occitanie

2016
- eine Etappe Tour de Savoie Mont-Blanc

2017
- eine Etappe Kreiz Breizh Elites

2021
- eine Etappe Tour de Savoie Mont-Blanc
- Bergwertung Tour Alsace
- Gesamtwertung und eine Etappe Oberösterreich-Rundfahrt
- eine Etappe Sibiu Cycling Tour

2022
- eine Etappe Sazka Tour
- Bergwertung Bulgarien-Rundfahrt
- Bergwertung Kroatien-Rundfahrt

2023
- eine Etappe und Bergwertung Settimana Internazionale Coppi e Bartali
- Bergwertung Giro di Sicilia

2024
- eine Etappe Tour de Bretagne Cycliste
- Bergwertung Tour de la Mirabelle
- Bergwertung Tour du Limousin